# Florestan Rozwadowski
Florestan (Florian) Rozwadowski (ur. 15 listopada 1805 w Łosieczyńcach, zm. 27 listopada 1879 w São Paulo) – polski inżynier, topograf, kartograf, powstaniec, badacz dżungli amazońskiej.

## Życiorys
Urodził się 15 listopada 1805 r. w Łosieczyńcach koło Rozwadowa. Wywodził się z linii rodu Rozwadowskich herbu Trąby, która otrzymała tytuł hrabiowski w Imperium Rosyjskim 29 czerwca 1872 (potwierdzenie 15 września 1875). Jego przyrodnim bratem był hr. Władysław Rozwadowski.
Był oficerem wojsk austriackich. Uczestnik powstania listopadowego (1830) i węgierskiego (1848). Po klęsce powstania wyemigrował do imperium osmańskiego, gdzie spotkał Brazylijczyków. Pod wpływem ich namów zaciągnął się do brazylijskiej armii i wyemigrował do tego kraju w 1850 lub 1851roku wraz z dwoma synami, Antonim i Marianem. Był żonaty z Rafaelą Vitalliani z ks. Bracciano.
Jako pierwszy zajmował się pomiarami topograficznymi Amazonki i jej dopływów oraz przygotował pierwsze mapy brazylijskiego interioru, dzięki czemu jest nazywany ojcem topografii brazylijskiej. Był jednym z pomysłodawców masowej kolonizacji rolniczej Brazylii przez imigrantów z Europy. W 1857 r. napisał w języku portugalskim i wydał własnym kosztem książkę Rząd i kolonizacja – zaangażowanie cudzoziemców w Brazylii.
Na wieść o wybuchu powstania styczniowego wrócił do Polski, gdzie zamierzał brać udział w walkach.
Zmarł w 1879 roku w São Paulo. Jego syn Antoni był konsulem Włoch w Kairze.